# Chiesa di San Gennaro (Cerreto Sannita)
La chiesa di San Gennaro è una architettura religiosa sita nel centro storico di Cerreto Sannita.
Dal 1998 ospita la sezione di arte sacra del museo civico e della ceramica cerretese.

## Storia

### Nella vecchia Cerreto
Nella Cerreto antica si ha notizia di una chiesetta dedicata a San Gennaro le cui rendite, il 28 febbraio 1544, confluirono in quelle dell'appena costituita collegiata di San Martino. La chiesetta di San Gennaro della vecchia Cerreto, della quale si hanno poche notizie, risulta già completamente distrutta entro la fine del XVI secolo dato che, a partire dalla visita vescovile del 1599, non se ne fa più menzione.

### Dalla fondazione alla metà del XVIII secolo
L'attuale chiesa di San Gennaro fu voluta nel nuovo tessuto urbanistico di Cerreto Sannita dai coniugi Giuseppe Giamei ed Elisabetta Biondi che, nel 1722, manifestarono dinanzi al notaio cerretese Lorenzo Mazzarelli la volontà di costruire un tempio da intitolare ai santi Gennaro e Liborio.
Giuseppe Giamei (soprannominato "Peppone"), nato nel 1670 da Pietro ed Antonia di Lella, era un facoltoso mercante di panni lana. Egli a soli diciotto anni riuscì a scampare al terremoto del 5 giugno 1688, che causò la distruzione di Cerreto antica e la morte di molti dei suoi abitanti. Nel 1697 sposò Elisabetta Biondi, di Giuseppe e Angela Cataldo, ma la coppia non ebbe figli.
I coniugi esercitavano insieme il "negozio di panni e lana" nei fondaci situati al piano terra del loro palazzo, ubicato poco distante dalla costruenda chiesa. Essi, molto devoti ai santi Gennaro e Liborio, originariamente presero la decisione di costruire all'interno della collegiata una cappella dedicata a questi due santi ma, nel 1722, cambiarono idea preferendo edificare una vera e propria chiesa. Chiesero pertanto al vescovo del tempo, mons. Francesco Baccari, il relativo permesso. Il vescovo acconsentì il 30 ottobre dello stesso anno e delegò il canonico Giovanni de Laurentiis a benedire la prima pietra.
Il terreno su cui nacque la chiesa fu ricavato grazie all'acquisto e all'abbattimento di alcune casette di proprietà di Giovan Lorenzo Gismondi, Anacleto e Giacomo Antonio Biondo, Nicola Sanzaro, Antonio Petronzi e Paolo di Luise.
Nel 1725 fu realizzato il prospetto principale sul corso ad opera del maestro lapicida Antonio di Lella mentre nel 1729, terminate le mura, si provvide ad innalzare la cupola, originariamente priva degli attuali gradoni.
Terminata nel 1735, fu consacrata solo nel 1739 da mons. Antonio Falangola il quale manifestò il suo vivo apprezzamento per la devozione dei fondatori del tempio e annotò che la chiesa era, dal punto di vista architettonico, molto simile alla reale cappella del Tesoro di san Gennaro nel duomo di Napoli che è però di forma circolare.
Morta Elisabetta Biondi nel 1734 e mancando eredi diretti, Giuseppe Giamei si convinse a stendere un testamento nel quale stabilì erede universale del suo patrimonio la chiesa di San Gennaro, nominando amministratore dei suoi beni il vescovo mons. Francesco Baccari ed i suoi successori. Il 26 novembre 1739  Giamei revocò il testamento del 1734 nominando erede universale dei suoi beni l'Universitas, trasferendole dallo stesso giorno il patronato della chiesa. Fra gli oneri che iniziarono a ricadere sulla civica amministrazione vi fu quello di curare la manutenzione del luogo sacro, di continuare a mantenere vivo il culto di San Gennaro e di far celebrare la messa in tutti i giorni festivi. Giuseppe Giamei morì dopo quindici giorni e fu sepolto nella cripta sottostante il pavimento della chiesa.
Il patronato della chiesa passò quindi alla civica amministrazione che vi tenne per un periodo anche le proprie riunioni (i "parlamenti"). Una di queste assemblee, convocata per discutere sulle misure da intraprendere contro le prepotenze feudali, fu duramente repressa dagli emissari dei conti Carafa.

### Dal restauro del 1762 a quello degli anni 1980

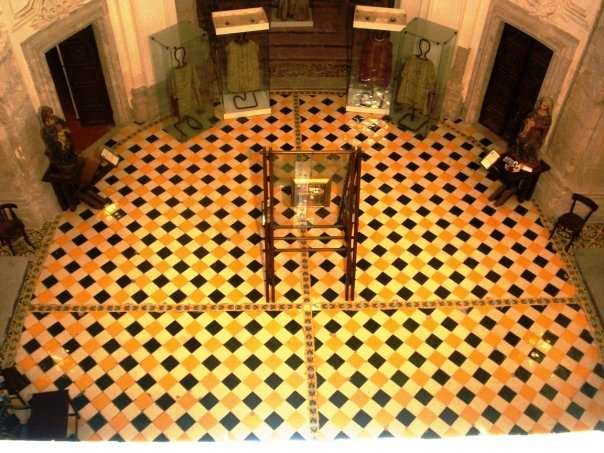
L'interno visto dalla cantoria sovrastante il pronao.

Nel 1748 all'interno della cupola iniziarono a comparire vistose macchie di umido le quali diventarono sempre più grandi fino a minacciare la solidità della struttura. Solo nel 1761, quando il vescovo arrivò a minacciare l'interdizione del luogo sacro, gli eletti dell'Universitas si adoperarono per cercare i fondi necessari. Nel 1762 i lavori furono appaltati allo stuccatore milanese Giovanni Battista Borrelli per la somma di 160 ducati. Parte della somma fu ricavata grazie ad un prestito di 100 ducati contratto con le suore clarisse di Cerreto, gravato dall'interesse del 6%. I lavori furono incentrati prevalentemente nella impermeabilizzazione della cupola attraverso la creazione di numerosi gradoni aventi lo scopo di far defluire l'acqua senza farla penetrare nella struttura muraria. La cupola, a seguito di questi lavori, acquisì un diverso aspetto estetico ed un maggiore slancio.
Risolto il problema della cupola si presentarono nuovi grattacapi: nel 1765 la pietra tombale si ruppe e l'adiacente pavimento fu danneggiato; nel 1766 la sepoltura risultò piena d'acqua e sulla cantoria apparve una grande macchia d'umido; nel 1795 il vescovo intimò di restaurare la chiesa entro tre mesi, pena l'interdizione della chiesa e una relazione al sovrano. Un primo restauro fu eseguito ad opera del sindaco Giulio Ungaro agli inizi del XIX secolo. Nel 1854 mons. Luigi Sodo provvide a promuovere un nuovo restauro. Con la riapertura al culto fu dotata di una confraternita di giovani dedicata alla Madonna della Purità.
Nel 1927 la chiesa fu dichiarata monumento nazionale grazie alle iniziative di sensibilizzazione di un comitato civico che chiedeva il restauro dell'edificio.
Durante la seconda guerra mondiale fu occupata dalle truppe tedesche le quali usarono la cupola come vedetta. L'amministrazione comunale, sollecitata da un nuovo comitato per il restauro, si adoperò per inserire la pratica di restauro della chiesa all'interno dei fondi per i danni di guerra ma la pratica si arenò a causa di numerosi ostacoli.
Dopo il terremoto del 23 novembre 1980 subì un radicale e discusso intervento di restauro.

### La nascita del Museo e le iniziative del 300°
Dal 1999 ospita la sezione di arte sacra del museo civico e della ceramica cerretese. Molte delle opere esposte inizialmente sono state spostate negli anni 2010-2020 in altri siti (la tela di San Francesco è ora custodita nel palazzo vescovile, la pala della Madonna del Soccorso è nella Collegiata di San Martino unitamente ai cherubini, alla statuetta della Madonna del Carmine e al tronetto dorato). Anche le ceramiche votive ed i parametri sacri dei vescovi Carlo Puoti e Luigi Sodo non sono più esposti, sostituiti da oggetti di minor pregio artistico.
Nel 2023, in occasione del 300º anniversario dalla posa della prima pietra, la Società operaia di Cerreto Sannita ha promosso una serie di iniziative legate alla celebrazione dell'importante ricorrenza culminate con la presentazione di una antologia collettiva che ha visto la partecipazione dell'intera comunità locale.

## Descrizione

### Esterno
La facciata, che misura 15 metri di altezza per 13 di larghezza, è in pietra locale lavorata, opera del mastro scalpellino Antonio di Lella. Presenta quattro colonne a fusto liscio di ordine tuscanico aventi le basi su dei plinti e dei capitelli di ordine dorico. Fra le colonne si aprono tre arcate che introducono al prona, ornato da inferriate settecentesche lavorate.
La trabeazione è costituita da un architrave su cui si legge:
UT CONIUGI SORTE ITA PIETATE UNANIMES TEMPLUM HOC DIVO IANUARIO IOSEPHUS IAMEUS ET ISABELLA BIONDA FUNDAVERE. A. D. MLCCXXV

(Come concordi nella sorte coniugale così nella pietas, Giuseppe Giamei ed Elisabetta Biondi nel 1725 fondarono questo tempio dedicato a San Gennaro)
Il campanile, pure opera del Di Lella, è arricchito da pietre locali lavorate mentre la cupola, alta circa 30 metri, è impostata su di una pianta ellittica e si presenta, a seguito degli interventi del 1762, costituita da gradoni rivestiti da embrici maiolicati gialli e verdi.
Il pronao è composto da tre campate. Nelle campate di destra e di sinistra sono site due sculture in stucco di Giacomo Caldarisi (1725) raffiguranti San Giuseppe e San Gennaro. Nella campata centrale vi è il portale di ingresso alla chiesa, sovrastato da due putti in stucco e dallo stemma dei coniugi Giamei - Biondi, fondatori del luogo di culto. 

### Interno
L'interno ospita la sezione di arte sacra del museo civico e della ceramica cerretese.
La chiesa e la cupola hanno una pianta ovale. Gli stucchi, tipicamente settecenteschi, sono opera di Giacomo Caldarisi. Inizialmente tutta l'aula era dorata e affrescata, in tipico stile barocco.
Vi sono una cappella maggiore, il presbiterio, e due laterali.

#### Aula della chiesa

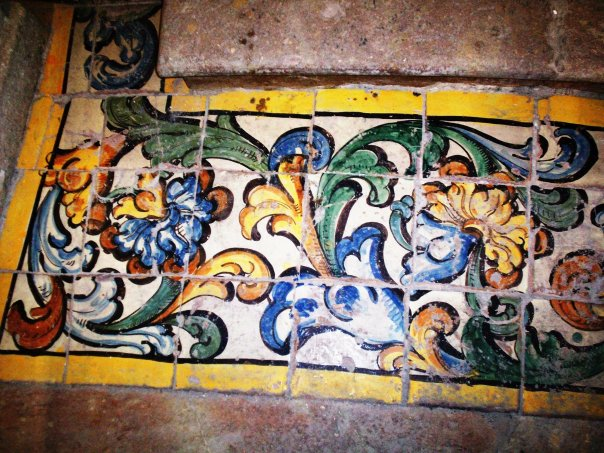
Pavimento in ceramica cerretese (1730 circa) attribuito a Nicolò Russo.

Nella cappella maggiore è situato un dipinto di Luigi Cacciapuoti che raffigura San Gennaro fra i diaconi Festo e Desiderio. Un angelo regge le ampolle con il sangue miracoloso mentre a terra ed in alto si vedono degli strumenti di martirio con i quali fu ucciso il santo. La scenografia architettonica presenta elementi tratti dal Sanfelice e da Domenico Antonio Vaccaro che ricostruiscono l'aspetto dell'anfiteatro di Pozzuoli dove Gennaro e i suoi diaconi furono uccisi.
L'altare maggiore è opera di Antonio di Lella e presenta ai due lati lo stemma dei coniugi Giamei e Biondi. Il pavimento della predella dell'altare maggiore è l'unica porzione sopravvissuta del pavimento originale in ceramica cerretese settecentesca. Inizialmente attribuito al maestro Nicolò Russo (1730 circa), è stato recentemente attribuito ad altro ceramista cerretese sulla base di alcuni confronti. Le antiche riggiole in ceramica presentano delle decorazioni floreali e ornitologiche.
Nelle cappelle laterali sono siti altri due dipinti di Luigi Cacciapuoti: la Natività a destra, e la Madonna del Rosario fra i santi Domenico e Caterina a destra.
Le quattro splendide porte in legno sono del XVIII secolo e si presentano riccamente intagliate.
Al centro dell'aula è sito il reliquiario-calendario, fine opera secellata inizialmente datata al XVIII secolo, raffigurante una chiesa in miniatura con due ordini più il timpano. Fra le varie lesene e colonne sono custodite decine e decine di schegge di ossa di santi. Al centro della parte superiore del reliquiario sarebbe custodita una scheggia della Santa Croce di Cristo. Recenti studi hanno datato l'opera alla prima metà del XIX secolo grazie all'individuazione dei cinque sigilli in ceralacca impressi sul retro.
Nell'aula sono esposte (2023) le seguenti opere:
- San Vincenzo Martire, scultura lignea del 1676 realizzata dal Ciminelli;
- Madonna della Libera, seconda delle tre Madonne della Libera di Cerreto Sannita (1689);
- Madonna lignea molto rovinata, rinvenuta nelle mura di una chiesa;
- Santa Lucia, scultura lignea settecentesca.

Le due tele ai lati dell'altare maggiore provengono dalla chiesa di San Giuseppe e raffigurano San Giuseppe con il Bambino e San Tommaso. 
Vi sono inoltre dei reperti lapidei e degli abiti sacri provenienti dalle chiese di Santa Maria e di San Martino.

#### Sacrestia
La sacrestia ha inizialmente ospitato alcune tele provenienti da chiese sconsacrate di Cerreto Sannita. A seguito del nuovo allestimento museale del 2017, è stata adibita a deposito museale e nel 2022 è esclusa dal percorso di visita. Conserva un piccolo lavabo in pietra.